# Воронков, Максим Юрьевич
Максим Юрьевич Воронков (род. 8 августа 1971, Москва, СССР) — советский и российский киноактёр, режиссёр кино и телевидения, сценарист и кинопродюсер.

## Биография
Максим Юрьевич Воронков родился 8 августа 1971 года в Москве. В 1987 году руководил джаз-бендом театра на Таганке. Работал на телевидении в качестве клипмейкера и режиссёра-постановщика шоу-программ.
В кино творческий путь начинал с роли Коли в фильме Анатолия Эйрамджана «Бабник». Режиссёр снял фильм «Кавказская пленница!», ремейк известной комедии Леонида Гайдая «Кавказская пленница, или Новые приключения Шурика» и ещё несколько фильмов, в некоторых из которых снимался сам. Автор (соавтор) сценария и продюсер некоторых собственных фильмов.

## Критика
Граждане начинающие режиссёры, давайте не будем больше снимать «ремейки», не будем мучить, соблазнять деньгами и подставлять хороших артистов и не будем, наконец, держать зрителей за идиотов. Иногда рубить бабки лучше тихонько. Чтобы никто этого не видел.
— Константин Баканов

## Фильмография

### Актёр
- 1990 — Бабник — Коля, сын Аркадия
- 1992 — Бабник 2 — Коля
- 1994 — Вальсирующие наверняка — Макс
- 1997 — Дела Лоховского — человек с глазами рептилии
- 2005 — Тайский вояж Степаныча — друг Сени
- 2006 — Испанский вояж Степаныча — друг Сени
- 2009 — Фонограмма страсти

### Режиссёр
- 1992 — Бабник 2 (совместно с И. Щёголевым)
- 1994 — Вальсирующие наверняка
- 2000 — Шуб-баба Люба!
- 2001 — Под Полярной звездой
- 2002 — Интимная жизнь Севастьяна Бахова
- 2003 — Колхоз интертейнмент
- 2005 — Тайский вояж Степаныча
- 2006 — Испанский вояж Степаныча
- 2010 — А мама лучше!
- 2010 — Все девушки любят джаз
- 2011 — Мексиканский вояж Степаныча
- 2012 — Искатели приключений
- 2014 — Кавказская пленница!
- 2014 — Криминальный блюз
- 2016 — Будь моим продюсером!

### Сценарист
- 1992 — Бабник 2
- 1994 — Вальсирующие наверняка
- 2002 — Интимная жизнь Севастьяна Бахова
- 2003 — Колхоз интертейнмент
- 2005 — Тайский вояж Степаныча
- 2006 — Испанский вояж Степаныча
- 2010 — А мама лучше!
- 2012 — Мексиканский вояж Степаныча (идея)
- 2015 — Мамочки

### Продюсер
- 1992 — Бабник 2
- 1994 — Вальсирующие наверняка
- 2000 — Шуб-баба Люба!
- 2001 — Под Полярной звездой
- 2002 — Интимная жизнь Севастьяна Бахова
- 2005 — Тайский вояж Степаныча
- 2006 — Испанский вояж Степаныча (генеральный продюсер)
- 2010 — А мама лучше!
- 2010 — Все девушки любят джаз
- 2012 — Мексиканский вояж Степаныча
- 2014 — Кавказская пленница! (генеральный продюсер)
- 2014 — Криминальный блюз (генеральный продюсер)
- 2015 — Мамочки (креативный продюсер)